# Masséstöt

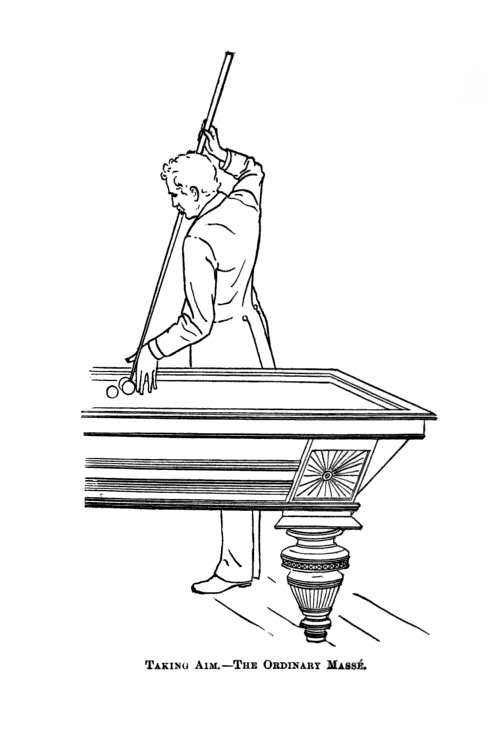
Illustration på en Masséstöt.

En masséstöt är en speciell typ av biljardstöt. Den går ut på att man stöter köbollen med en nästan vertikalt vinklad kö istället för det vanliga horisontella läget. Med masséstötar är det möjligt att skruva bollen längs bordet. Detta fungerar genom att sätta bollen hårt i spinn åt till exempel höger samtidigt som man trycker den framåt. En semimassé är en stöt med en mindre kurva på bollbanan.

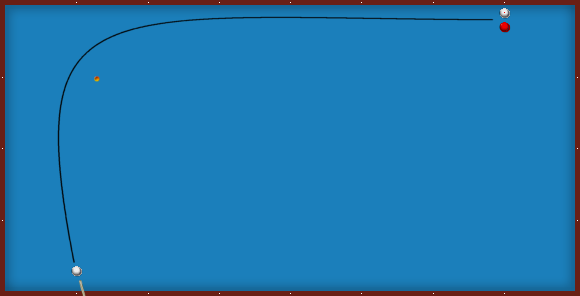
En kraftigt högerskruvad masséstöt.

Masséstötar är oerhört svåra att utföra väl. De är även ofta förbjudna i allmänna biljardhallar då de lätt kan skada bord och kö. I artistisk biljard är det förutsättning att man behärskar tekniken med att stöta masséstötar för kunna uppnå höga poäng.